# Пятнополосый лабидохромис
Пятнополосый лабидохромис (лат. Labidochromis maculicauda) — один из видов рыб семейства цихловых. Эта рыба обитает в озёре Малави. Имеет размеры 7-9 сантиметров.

## Этимология
Название вида происходит от латинских слов 'macula' (пёстрый, пятнистый) и 'caudo' (хвост) и указывает на пёструю, переливающуюся окраску хвостового плавника этих рыб.

## Среда обитания
Представители этого вида цихлид встречаются в северо-западной части озера Малави в водах у мыса Чизи. Там они обитают недалеко от скалах.
Питается в основном мелкими животными (личинками, ракообразными), выклёвывая их из скальных обрастаний.